# Emilio Barbiano di Belgiojoso d'Este
Emilio Angelo Luigi Barbiano di Belgiojoso d'Este, o alternativamente Belgioioso, VII principe di Belgioioso (Milano, 9 aprile 1855 – Milano, 21 aprile 1944), è stato un nobile e dirigente sportivo italiano.
Talvolta viene confuso con lo zio Emilio Barbiano di Belgiojoso d'Este (1800-1858), marito della principessa Cristina Trivulzio di Belgiojoso. Alla sua morte senza discendenza la casata dei Belgiojoso d'Este si estinse.

## Biografia
Era l'unico figlio maschio di Antonio Alberico Barbiano di Belgiojoso d'Este (1804-1882) e Matilde Gradi (1830-1918). Fu il settimo e ultimo Principe del Sacro Romano Impero per la casata dei Da Barbiano perché non ebbe nessun discendente.  
La consorte fu Maddalena Desmaniet de Biesme, che morì nel 1951 nel castello di San Colombano al Lambro. L'ultima principessa donò il castello di famiglia per testamento. 
Emilio Angelo Barbiano di Belgiojoso d'Este è ricordato per essere stato Primo Gentiluomo della regina Margherita di Savoia. 

## Presidente della F.I.F.
Fu il terzo presidente della Federazione Italiana del Football e fu eletto a Milano il 10 novembre 1907 nell'assemblea che vide lo sdoppiamento del campionato in italiano e federale.
Luigi Bosisio lo coadiuvò alla segreteria che, in collaborazione con Herbert Kilpin e Hans Heinrich Suter, scrisse un regolamento tascabile aggiornato con le ultime norme della Football Association.
Non fu una presidenza facile la sua, appena subentrato al dimissionario Giovanni Silvestri vide la crescita delle squadre provinciali del triangolo Vercelli-Novara-Casale e Mantova-Verona-Venezia più le squadre toscane. Ci fu inoltre l'ingresso delle squadre ginnastiche transfughe dalla Federazione Ginnastica Italiana fortemente motivate ad escludere i giocatori stranieri ed istituire un campionato che parlasse solamente italiano.
Durante la sua presidenza, inoltre, fu approvata la legge n. 489 del 7 luglio 1907 relativa al riposo festivo, legge che portò un notevole sviluppo del football a livello popolare, un livello sociale ed economico differente da quello fino a quel momento in essere.
Nel 1948 in occasione del 50º anniversario della FIGC fu insignito del titolo di “pioniere del calcio italiano”.